# Damodar

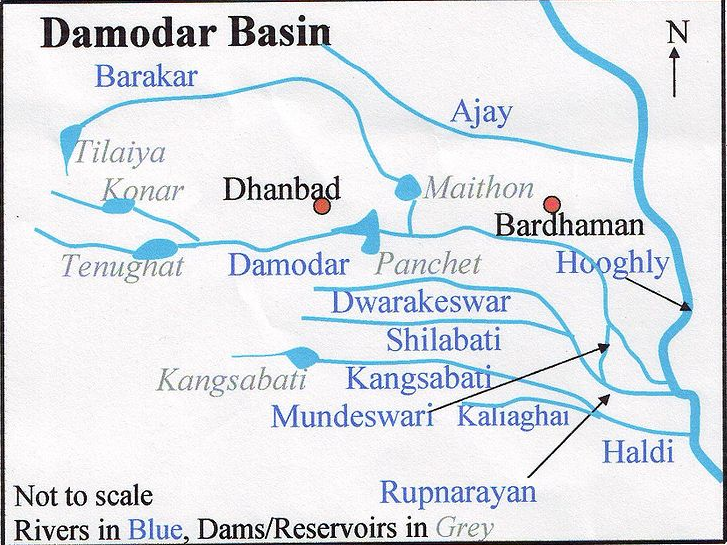
Conca

Damodar (hindi दामोदर नदी, bengalí দামোদর নদ) és un riu de Jharkhand i Bengala Occidental. En alguna part és conegut localment com a Damuda (damu =sagrat, da = aigua)
Neix prop del poble de Chandwa al districte de Palamau, a l'altiplà de Chota Nagpur. Discorre cap a l'est durant 592 km pels dos estats de Jharkhand i Bengala Occidental fins a l'estuari del riu Hoogly al que desguassa prop de Kalna, tot i que un braç desguassa al Mundeswari i a través d'aquest i altres rius les aigües arriben al Rupnarayan.
Entre els seus tributaris i subtributaris cal esmentar el Barakar, Konar, Bokaro, Haharo, Jamnai, Ghari, Guaia, Khadia i Bhera.
Les inundacions es van començar a controlar per un acord de 1789 entre el maharaja Kirti Chand de Burdwan i la [Companyia Britànica de les Índies Orientals] per la construcció d'una resclosa, però les inundacions encara són freqüents.